# ASKY Airlines
ASKY Airlines — частная авиакомпания, выполняющая рейсы в Западной и Центральной Африке с головным офисом в Ломе, Того, и базой в международном аэропорту Гнассингбе Эйадемы.
Ethiopian Airlines являлась стратегическим партнёром авиакомпании.

## История

Карта пунктов назначения ASKY

После того как авиакомпания Air Afrique обанкротилась в 2002 году, международные авиаперевозки в Африке стали более трудными, особенно в Западной и Центральной Африке. На конференции Экономического сообщества стран Западной Африки и Западноафриканского экономического и валютного союза в Ниамее, Нигер, 10 января 2004 года было принято решение создать частную, конкурентоспособную и экономически эффективную авиакомпанию.
В сентябре 2005 года по инициативе Жерве Коффи была создана кампания по продвижению новой региональной авиакомпании. Начался анализ рынка, а также поиск финансовых и стратегических партнёров. В ноябре 2007 года была создана ASKY Airlines с Жерве Коффи в качестве президента. 17 января 2008 года в Уагадугу, Буркина-Фасо, состоялось Общее собрание по созданию новой частной авиакомпании. 80 % акций должны были принадлежать частным инвесторам, а 20 % — государственным финансовым учреждениям, занимающихся поддержкой частных институтов развития. Ethiopian Airlines стали техническим и стратегическим партнёром по контракту в течение первых пяти лет деятельности, владея 40 % акций.

## Флот

### Нынешний флот
По данным на февраль 2022 года:
| Тип            | Эксплуатируются | Заказано | Примечания    |
| -------------- | --------------- | -------- | ------------- |
| Boeing 737-700 | 5               | —        |               |
| Boeing 737-800 | 4               | —        | 1 на хранении |

### Бывший флот
| Тип                           | Дата ввода | Дата вывода | Примечания |
| ----------------------------- | ---------- | ----------- | --- |
| De Havilland Canada DHC-8-400 | 2010       | 2018        | ASKY Airlines была одной из первых авиакомпаний в мире, которая эксплуатировала самолёты Bombardier Dash 8 Q400 с двухклассовой компановкой |

## Авиационные происшествия и катастрофы
- 10 января 2015 года самолёт ASKY Airlines Boeing 737-43QSF (взятый в лизинг у Ethiopian Airlines) был повреждён без возможности восстановления в результате аварии при посадке и выкатывания за пределы взлётно-посадочной полосы в международном аэропорту Котока, Аккра, Гана. Самолет был списан, погибших не было[7].